# Conostigmus canariensis
Conostigmus canariensis is een vliesvleugelig insect uit de familie van de Megaspilidae. De wetenschappelijke naam van de soort is voor het eerst geldig gepubliceerd in 1986 door Dessart & Cancemi.